# 法蘭·卓雪
法蘭辛·喬伊·“法蘭”·卓雪（英語：Francine Joy "Fran" Drescher，1957年9月30日—）是一名美國女演員，以電視劇《天才保姆》知名。

## 家庭
法蘭出生于纽约皇后区Kew Gardens Hills的一个犹太家庭。母亲Sylvia是一个婚礼策划师。父亲Morty是一名海军系统分析师。她的外婆Yetta出生在罗马尼亚的福克沙尼，后来移民美国。父亲家庭来自波兰。她还有个姐姐叫Nadine。

## 演出作品

### 電影
- 《週末夜狂熱》
- 《家有傑克》

### 電視
- 《天才保姆》

## 外部連結
- 法蘭·卓雪在互联网电影资料库（IMDb）上的資料（英文）